# Índice de abuelidad
El Índice de abuelidad es una fórmula estadística que, a partir de material genético, establece con precisión el parentesco entre una abuela y su nieto o nieta.

## Historia
En 1980, eran conocidos los estudios de filiación de padres a hijos para comprobar paternidad o maternidad, pero aun no existían métodos para determinar el parentesco entre abuelos y nietos. La genetista Mary-Claire King, junto con otros científicos, entre ellos Víctor Penchaszadeh, Eric Stover, Cristián Orrego, trabajó en la formulación de este índice a pedido de las Abuelas de Plaza de Mayo, que necesitaban un método válido para establecer la identidad de sus nietos, hijos de personas desaparecidas durante la dictadura militar argentina entre 1976 y 1983.
A partir de distintos productos génicos derivados de la sangre, y luego, cuando se pudo secuenciar el ADN, a partir de éste, se pudo establecer una medida de semejanza de los individuos con un 99 % de certeza y, de esa manera comprobar el vínculo biológico entre las personas. Entre los vínculos que permite establecer están los de hermandad y abuelidad, pertinentes para aquellos casos en que no es posible obtener muestras de los padres.
La primera restitución de identidad que incorporó el análisis como prueba, fue en 1984, es el caso de la nieta recuperada Paula Eva Logares.

## Documentales
En 2013, la TV Pública Argentina emitió el ciclo 99,99%. La ciencia de las Abuelas, dirigido por Mariano Mucci, en el cual se relata la gesta de las integrantes de Abuelas de Plaza de Mayo por lograr rigor científico en la búsqueda de sus nietos. El nombre de la serie, refiere a la precisión alcanzada en lo que se denominó «índice de abuelidad». Asimismo, describe la lucha emprendida luego para lograr que los análisis de ADN fuesen aceptados como prueba judicial.